# Mike Strachan
Michael Strachan (Freeport, Bahamas, 13 de agosto de 1997) más conocido como Mike Strachan, es un jugador profesional bahameño de fútbol americano que se desempeña en la posición de wide receiver en Carolina Panthers, equipo de la National Football League (NFL).

## Carrera
Fue seleccionado en la séptima ronda en la Reunión Anual de Selección de Jugadores de la NFL de 2021. Hizo su debut profesional con el equipo Indianapolis Colts, en el cual jugó tres temporadas (2021-2023), luego pasó a Carolina Panthers, donde lleva jugando una temporada.